# Exoneura subbaculifera
Exoneura subbaculifera là một loài Hymenoptera trong họ Apidae. Loài này được Rayment mô tả khoa học năm 1948.